# 駿州往還

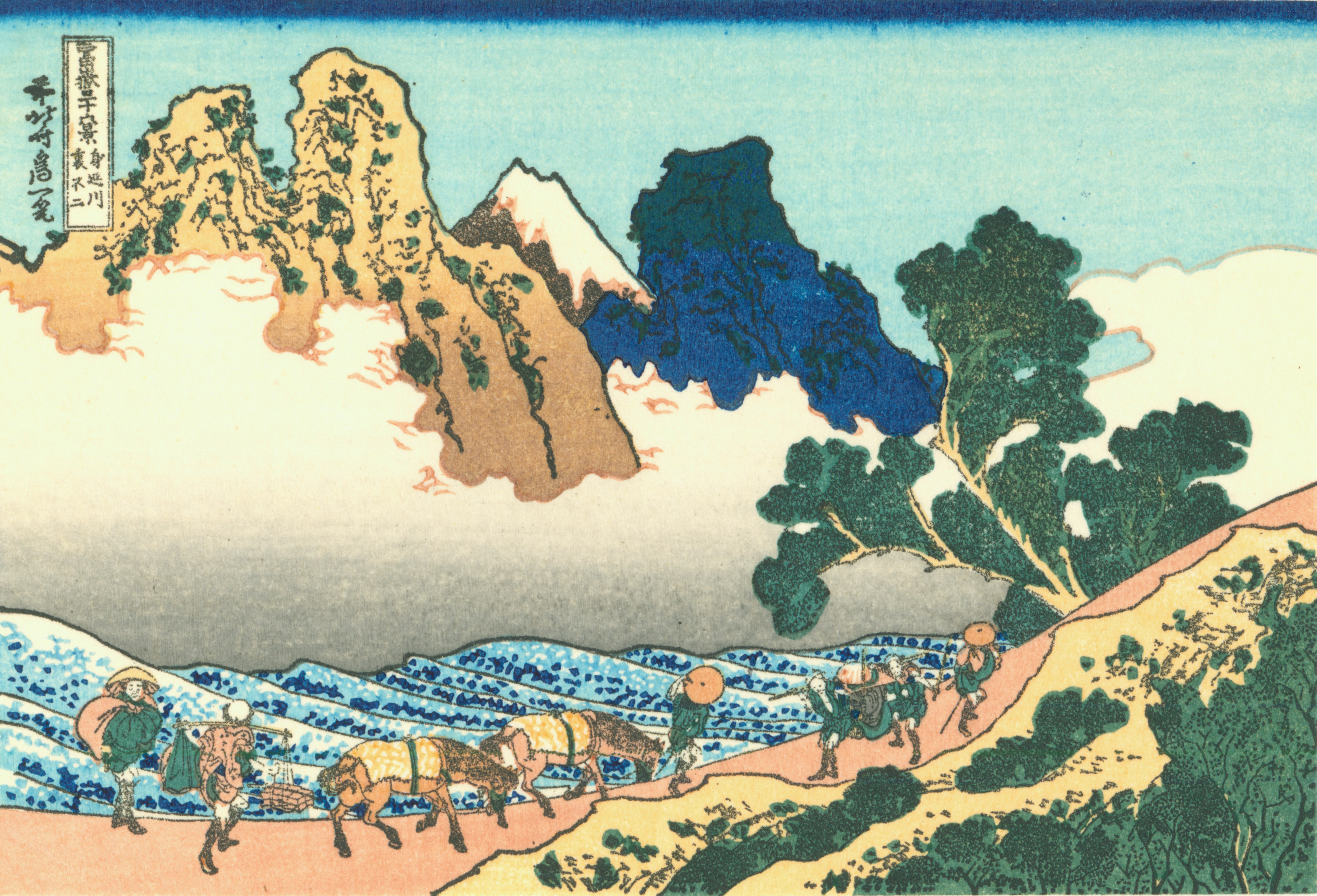
『富嶽三十六景 身延川裏不二』における駿州往還

駿州往還（すんしゅうおうかん）は、甲斐国（山梨県）と駿河国（静岡県）を結ぶ街道のひとつ。なお、「駿州往還」とは甲斐側からの呼び方で、本来は東海道側（静岡側）からの甲州往還（こうしゅうおうかん）が正式な呼称。（後述）

## 地理
甲府から中道往還とともに五街道の一つである甲州街道から分れ南下。途中山之神（現在の中央市）にて笛吹川を目指して南下するルートと南西へ進み釜無川を渡るルートに分かれる。笛吹ルートは笛吹川を渡り、右左口にて精進湖方面へ南下する中道往還と分かれた後は黒沢河岸を経由し富士川の東岸を進むのに対し、釜無ルートは追分（現在の南巨摩郡富士川町）にて韮崎市方面から南下してきた西郡路（にしこおりじ）と合流し、鰍沢河岸を経由し富士川の西岸を進む。西島（現在の南巨摩郡身延町）で分かれていた二つの道は合流し、その後はほぼ富士川の西岸を進んでいく。甲斐国と駿河国の境にある万沢（現在の南巨摩郡南部町）にて興津（現在の静岡市清水区）へ向かうルートと岩淵（現在の富士市）へ向かうルートに再度分かれ、さらに岩淵へ向かうルートは芝川にて由比宿へ向かうルートに分かれる。いずれのルートも五街道の一つである東海道と合流する。

## 別名
「駿州往還」には様々な別名があり、上述の「甲州往還」のほか近世の史料用語としては峡南地方の別名である「河内領」を通ることから「河内路」（かわうちじ）がもっぱら用いられ、付近に身延山久遠寺があり、区間の一部は参拝客が多く往来することから「身延路（みのぶみち）」と呼ばれることもある。また、富士川沿いを通っていることから「富士川街道」（ふじかわかいどう）とも呼ばれることがあるが、駿州往還のうち富士川街道と呼ばれるのは甲斐国の追分から万沢までの区間であり、追分以北は駿州往還ではなく西郡路の部分を富士川街道と呼ぶ。

## 東河内路
駿州往還の脇往還である東河内路は岩間村（市川三郷町）において駿州往還から分岐し、岩間・常葉・帯金・大島・内船など富士川左岸の東河内領を通過し、駿河国稲子（静岡県芝川町）で富士川を渡河し、再び駿州往還と合流する道。別称に駿州脇往還・大宮往還。現在では岩間から稲子間にJR身延線が通過している。

## 宿場
軍事面や物流面で重要な街道であった上身延山への参拝客などで利用者が多かった一方で、後述の難所が点在していたことから宿場も短い区間で設けられている。また、これらの宿場町は軍事路や富士川水運の経由地でもあったことから花火（市川花火）、和紙（西嶋和紙や市川和紙）、足袋（岩間足袋。現在は消滅したがかわりに印章が発達）、硯（雨畑硯）、建設（下山大工）、日本茶（南部茶）や増穂のユズなど地場産業が発達している。なお、穴山信君伝馬手形写では岩間、下山、南部、万沢、内房が伝間宿として記されている。

### 宿場町が形成された地区
河内路・身延道（興津ルート）
鰍沢河岸-興津宿の間は、現在の国道52号がほぼ同じルートで通っている。
- 甲府宿（山梨県甲府市）-甲州街道交点。
- 市川大門宿（山梨県西八代郡市川三郷町）
- 鰍沢宿（鰍沢河岸）（山梨県南巨摩郡富士川町）- 富士川水運の港町。
- 岩間宿（山梨県西八代郡市川三郷町）
- 西島宿（山梨県南巨摩郡身延町）
- 切石宿（山梨県南巨摩郡身延町）
- 八日市場宿（山梨県南巨摩郡身延町）
- 飯富宿（山梨県南巨摩郡身延町）
- 下山宿（山梨県南巨摩郡身延町）
- 身延宿（山梨県南巨摩郡身延町）- 身延山久遠寺の門前町。
- 南部宿（山梨県南巨摩郡南部町）
- 万沢宿（山梨県南巨摩郡南部町）
- 宍原宿（静岡県静岡市清水区）
- 興津宿（静岡県静岡市清水区）-東海道五十三次交点。

岩淵ルート
現在の静岡県道・山梨県道10号富士川身延線の一部区間がほぼ同じルートで通っている。
- 万沢宿（山梨県南巨摩郡南部町）
- 内房宿（静岡県富士宮市）
- 岩淵宿（静岡県富士市）-東海道五十三次交点。吉原宿と蒲原宿の間宿とされている。

由比ルート
現在の静岡県道76号富士富士宮由比線の一部区間がほぼ同じルートで通っている。
- 内房宿（静岡県富士宮市）
- 由比宿（静岡県静岡市清水区）-東海道五十三次交点。

### 交通の要所であった地区
以下の地域は駿州往還沿いに形成された村で、街道の分岐点や渡河の待機地点のため旅籠や茶屋が存在していた可能性がある。
- 山之神（甲府宿と市川大門宿または鰍沢宿の間、山梨県中央市）
- 黒沢（黒沢河岸）（甲府宿と鰍沢宿の間、山梨県南巨摩郡富士川町）
- 追分（青柳河岸）（甲府宿と鰍沢宿の間、山梨県南巨摩郡富士川町）
- 箱原（鰍沢宿と岩間宿の間、山梨県南巨摩郡富士川町）
- 手打沢（西島宿と切石宿の間、山梨県南巨摩郡富士川町）
- 福士（南部宿と万沢宿の間、山梨県南巨摩郡南部町）
- 但沼（宍原宿と興津宿の間、静岡県静岡市清水区）

## 要所・難所
三大急流と呼ばれる富士川と連なる山地の間を通っていたことから、鰍沢河岸から南にかけていくつもの要所・難所が存在した。江戸時代の歌人である黒川春村は駿州往還の険しさを語っており、特に甲斐国から駿河国へ下る場合は富士川水運もあるのでわざわざ街道を使う者はいないとまで記している。
砥坂（とさか）
鰍沢河岸の南にある箱原から西島宿の間にある断崖絶壁の峠。駿州往還が整備された当初はここを通す技術がまだ未発達であったことから、箱原から「砥坂の渡し」（とさかのわたし）と呼ばれる渡し船で一度東岸へ渡り、そこから岩間宿まで東側のルートをとり、岩間宿からは「岩崎の渡し」（やさきのわたし）と呼ばれる渡し船で西岸へ戻るルートをとっていた。2つの渡しを合わせて「両越の渡し」（もろこしのわたし）と呼ばれることもある。しかし両越の渡しも富士川が増水した場合は使用できなかったため、しばらくして砥坂の断崖を切り開き、桟橋を設置した「新道切通」（しんみちきりとおし）が造られるようになる。これにより渡河せずに往来できるようになるが、道幅が非常に狭く通行は徒歩のみに限られていた（馬での通行や幕府の巡回は今まで通り両越の渡しを利用している）。新道切通は明治以降拡幅され、現在は大型車も通行することが可能であるが、土砂崩れに備えて箱原第一洞門から箱原第七洞門まで洞門が7つも設置されていることなどその険しさは今でも体感することができる。砥坂の渡しがあった場所は現在鹿島橋、岩崎の渡しがあった場所は峡南橋が架けられている。
日下り道（ひさがりみち）
切石から八日市場の間にある峠。砥坂同様断崖絶壁の難所であり、断崖を切り開いて造られたものの道幅は2.7m程度と非常に狭かった。また大雨が降ると崖崩れが頻繁に起き、特に安政江戸地震の時は大規模な土砂崩れにより復旧に困難を極めていた。そのため切石と八日市場の間は1.2kmと1里もないが天候次第で足止めをよく受けていたことからこの両側に宿場が整備されていた。現在では自動車で2分程度で通過できるが切石洞門が設置されており、また道幅はあまり広くなく大型車による交通事故が多発する地帯となっている。
早川の横渡し（はやかわのよこわたし）
飯富宿と下山宿の間に富士川の支流である早川が流れている。この早川は「甲州一のあばれ川」と呼ばれるほど水流が早く、ここを渡し船で渡河することは非常に苦労していた。一方、秋冬にかけては水量が減ることからこの間だけ木橋が架けられ、両岸の村で維持管理を行なっていた。ここも日下り道同様足止めをよく受けることから元々城下町的役割を担っていた下山だけでなく飯富にも宿場が整備されている。昭和になり早川の横渡しの場所に早川橋が架けられ、戦後下流側にバイパス的役割で新早川橋も架けられたことでこの難所は過去のものになりつつある。
西行峠（さいぎょうとうげ）
南部宿と万沢宿の間にある峠。名前の由来は平安時代の歌人である西行がこの峠を越えたという伝承のほか、渡り職人が定宿した集落を指す俗語に由来するとする説がある。西行は武門の出自で、保延6年（1140年）に出家し奥州などを旅し、各地で和歌を詠んでいる。西行が甲斐を訪れた確実な記録は見られないが、当地のほか身延を訪れたとする伝承も存在する。西行に関する伝承はふたりあり、ひとつは『新古今和歌集』に入集した「風になびく富士の煙の空に消えて行方も知れぬ我が思ひかな」の歌が西行峠で詠まれたとするもので、江戸時代後期に『甲斐国志』で紹介された。もうひとつは西行がこの地を訪問した際に地元の民と歌の問答を行い、地元の民が詠んだ歌の意味がわからず、逃げ去ったとする伝承で、大正期には山中共古『甲斐の落葉』で紹介されている。同様の伝承は日本各地に存在する。
勾配が厳しく、穴山信君による発給文書には日が落ちた場合この峠を越えず手前の南部宿で一夜を過ごすよう記されている。現在は川沿いの断崖を切り開いて道路が設置されたが、西行洞門が設置され雨量規制による通行止がかかる場所でもある。なお、大正時代に大町桂月がここを訪れた際この峠の頂上から天子山地の間から見える富士山の素晴らしさを桂月全集に残し、御坂峠や北杜市にある花水坂と並び「甲州富士見三景」と称されている。
長峰三里（ながみねさんり）
万沢宿から宍原宿の間にある甲斐国と駿河国の国境の峠。全長は2里（8km）であるが高低差が激しく3里に相当することからこの名前がつけられている。戦国時代はまだ未整備で武田信玄による駿河侵攻の時はこのルートを避けて内房と薩埵峠を経由し、駿河平定後も穴山信君による伝馬は興津ルートではなく内房宿を通る岩淵または由比ルートとなっているのもこの長峰三里があったからである。現在国道52号は長峰三里を避けるルートとなっているが、長峰三里も山道として徒歩による通行は可能である。